# Cònsol romà
Els cònsols (llatí: consules) eren magistrats romans que, amb noms i atribucions diferents segons el període, desenvoluparen les seves funcions des dels primers anys de la República Romana, cap al principi del segle v aC, fins que l'emperador romà d'Orient Lleó VI el Filòsof abolí el càrrec a la darreria del segle ix. Eren els magistrats suprems de la República de Roma. El càrrec era anual i col·legiat, amb dos cònsols cada any. Els estava encomanada la direcció de l'estat i, especialment, de l'exèrcit en campanya. Eren magistrats amb imperium (poder executiu) i magistrats epònims, és a dir, donaven nom a l'any.

## Orígens
Abolida la monarquia (509 aC), la tradició afirma que les funcions del rei van ser ocupades per dos magistrats anuals, anomenats col·legues (consules, literalment 'els que caminen junts') amb iguals plens poders cadascun. Nogensmenys, la investigació actual considera que la figura del cònsol només es formà lentament després de l'expulsió dels reis. Inicialment es va mantenir un càrrec de rex sacrorum en l'àmbit exclusivament religiós i les tasques polítiques i militars passaren a un magistrat anomenat magister populi.
El 452 aC, però, se substitueix el magister populi per un col·legi de deu decemvirs (Decemviri Legibus Scribundis Consulari Imperio) per redactar el codi civil i polític de l'administració de l'estat i el 449 aC es restaurà una magistratura normal formada per dues persones, ara anomenats praetor maximus i praetor minor. Des d'aquest moment i fins a les leges Liciniae-Sextiae del 367 aC aquest col·legi pretorial, precedent del consular, s'anà alternant amb els col·legis de tribuns militars amb poder consular (tribuni militares consulare potestate).
Els cònsols eren originalment patricis, però després del llarg enfrontament polític entre patricis i plebeus, amb les leges Liciniae-Sextiae de 367 aC es va establir la dualitat d'un cònsol patrici i un altre plebeu (el nom «cònsol» es va usar llavors per primer cop). Eren elegits pels comicis centuriats i cadascun podia vetar les decisions de l'altre, de manera que només es podien adoptar les que tenien consens; només el veto de l'altre cònsol, i més tard dels tribuns de la plebs, limitava les seves facultats. En canvi els cònsols podien interferir en les decisions dels pretors, edils i qüestors (no pas les dels censors ni dictadors, ni, més tard, en les dels tribuns). El seu poder militar era il·limitat i tenien el comandament de dues legions cadascun, que més tard foren més.
El concepte de la doble magistratura podria derivar de la ciutat de Cartago on existia un col·legi de sufetes o jutges d'actuació conjunta, o de la Itàlia central on col·legis de middices exercien el poder conjuntament entre sabins i samnites.

## Funcions
Inicialment els reis disposaven del dret de fer cultivar les seves terres mitjançant prestacions imposades als ciutadans, i els no ciutadans eren de fet clients dels monarques; però aquests dos drets van desaparèixer, i ja no foren posseïts pels cònsols. En matèria judicial, en els delictes que comportaven multes fortes o penes corporals, el rei havia de jutjar a l'acusat, i decidia si tindria dret a apel·lació i a l'indult. La lex Valeria de provocatione (509 aC, 245 AUC) obligava als cònsols a concedir l'apel·lació a tot condemnat amb penes corporals o amb la pena capital, llevat que la sentència hagués estat dictada per tribunals militars. Més tard (cap al 451 aC, 303 AUC) l'obligació es va estendre a les multes fortes.
Si algun cònsol tenia la gosadia d'enfrontar-se a la seva nobilitas, els sacerdots (també inicialment patricis) podien crear-li moltes dificultats, a més que la seva magistratura podia ser suspesa nomenant-se a un dictador. D'altra banda, el seu curt període de magistratura, al final de la qual tornava a ser un simple ciutadà que havia d'obeir als nous magistrats, li impedien de fet qualsevol decisió contrària a la seva classe. Però per a més seguretat es va establir el costum que les decisions dels cònsols havien de ser ratificades pel Senat, permetent a aquest controlar tots els tractats polítics, l'administració, la divisió de terres públiques i en general tots els actes que transcendien més d'un any; fins i tot el tresor públic no podia ser tocat pel cònsol, o en el seu cas pel dictador, sense permís del Senat. L'administració del tresor de l'estat va ser confiada a dos funcionaris permanents (qüestors), nomenats inicialment pels cònsols (després electius) però subjectes a les ordres del Senat.
La seva data d'entrada en funcions era variable, no sent habitual la data d'1 de març (inici de l'any a Roma), atès que en general al concloure el seu mandat just a l'any del seu nomenament, les seves funcions es prolongaven uns dies fins a la cerimònia de renúncia, formal, oficial i solemne. El cònsol, en acabar la seva funció, estava sotmès a les lleis i si esqueia havia de retre comptes dels seus actes.
Les funcions dels cònsols, en augmentar el territori, van haver de ser delegades per a cada província: primer en qüestors insulars amb funcions consulars (a Sicília i Sardenya des del 227 aC) i després amb la figura del procònsol (o propretor) per a Hispània Citerior i Hispània Ulterior (197 aC).
Per ser cònsol calia tenir almenys 43 anys (això fou eliminat per la lex Villia annalis del 180 aC); es podia ser cònsol més d'una vegada però entre cada vegada havien de passar almenys deu anys, però després això es devia eliminar perquè Gai Mari fou cònsol el 107, 104, 103, 102, 101, i 100. El 180 aC, amb la lex Villia annalis, es va establir que per accedir al consolat s'havia d'haver passat amb anterioritat per les magistratures inferiors, amb un temps d'inactivitat prefixat entre cada magistratura. Com va ocórrer amb la censura, aquesta disposició va fer que el consolat fos accessible gairebé en exclusiva a l'aristocràcia. El terme d'exercici es va reduir durant l'imperi a dos mesos (per tant 12 cònsols exercien la magistratura cada any) i moltes vegades eren més (l'any 190 hi va haver 25 cònsols) però les seves funcions eren merament honorífiques.

## Període d'inici del càrrec
Els cònsols exercien per un període d'un any, iniciat en un temps que va variar al llarg dels anys: 
- Del 509 al 493 aC el càrrec s'iniciava els idus de setembre
- Del 493 al 479 aC a les calendes de setembre
- Del 479 al 451 aC a les calendes de Sextilis
- Del 451 al 449 aC als idus de maig
- Del 440 a una data entre el 443 i el 400 aC als idus de desembre
- Des de vers el 400 fins probablement el 397 aC a les calendes d'octubre
- Del 397 al 329 (o potser el 327 aC), a les calendes de Quintilis
- Del 327 al 223 aC no se sap
- Del 223 al 153 aC als idus de març
- Del 153 aC en endavant, a les calendes de gener

## Cònsol sufecte
Si es donava el cas que un cònsol moria o es veia obligat a deixar el seu càrrec abans d'acabar-se el període del seu mandat de dotze mesos, no es tornaven a fer eleccions sinó que era substituït pel tercer candidat que havia obtingut més vots en les darreres votacions. El cònsol restant feia l'elecció per designació directa. L'expressió llatina consul suffectus, està formada pel participi passat del verb sufficere,que vol dir «reemplaçar, substituir». Aquest cònsol entrava en funcions immediatament, tenia els mateixos privilegis i les mateixes potestats que el cònsol al qui substituïa i cessava del càrrec en el mateix moment que hauria cessat aquell; per tant el cònsol sufecte no donava el nom a l'any polític, cosa que sí que passava amb els cònsols ordinaris.

## Llista de cònsols romans
- Llista de cònsols romans de la República (fins al 33 aC)